# به‌خاطر یک فیلم بلند لعنتی
به خاطر یک فیلم بلند لعنتی نخستین رمان داریوش مهرجویی است. این کتاب در سال ۱۳۸۸ و توسط نشر قطره منتشر شد.

## خلاصه داستان
داستان با شرح فعالیت‌های فیلم‌سازی یکی از دانشجویان فیلم‌سازی (قهرمان و راوی داستان) و دوست صمیمی‌اش حمید میرمیرانی آغاز می‌شود.
سپس به ماجراهای عاشقانه‌اش با سلما می‌پردازد.